# المدرسة الأرغونية
المدرسة الأرغونية، هي مدرسة من زمن الدولة المملوكية في البلدة القديمة، بالقدس، فلسطين. تقع عند باب الحديد على يمين الداخل إلى ساحة الحرم القدسي بين المدرسة الخاتونية جنوباً والمدرسة المزهرية غرباً.

## تاريخها
بناها وأمر بوقفها الأمير أرغون الكاملي نائب حلب ودمشق في سنة (758هـ/1357م)، لكنه توفي قبل إكمالها ودفن فيها وأكمل بناءها الأمير ركن الدين بيبرس السيفي في شهر ربيع الآخر سنة (759هـ/1358م)، كما يفيد النقش المثبت على جدارها الجنوبي.
أصبحت المدرسة في وقت لاحق قبل 897هـ/1491-1492م، سرايا خضر بك والي القدس. وتكشف العديد من الوثائق العثمانية أسماء العلماء والمعلمين المتميزين الذين كانوا يعملون في المدرسة والذين ساهموا في شهرتها الكبيرة. وقد شغل العديد من أفراد عائلة العفيفي منصب شيخ المدرسة منذ نهاية القرن الثامن عشر الميلادي؛ لذا عُرفت المدرسة بدار العفيفي حتى فترة قريبة. إلا أن تصدع المدرسة في 1947 بسبب حفريات سلطات الاحتلال الإسرائيلي للأنفاق تحت السور الغربي للحرم الشريف أدى إلى إخلائها.
جُددت المدرسة عندما دفن الملك الحسين بن علي في إيوانها الشرقي في 1931. كما رممت دائرة الآثار الإسلامية التابعة لإدارة الأوقاف الحجرة تحتوي على ضريح أرغون في 1982.

## وصفها

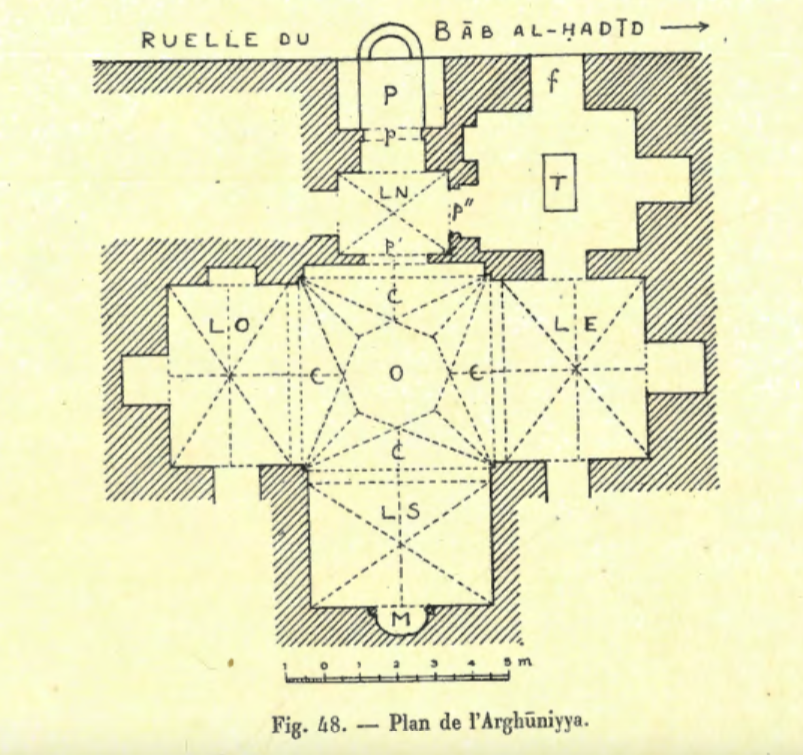
تخطيط الأرغونية

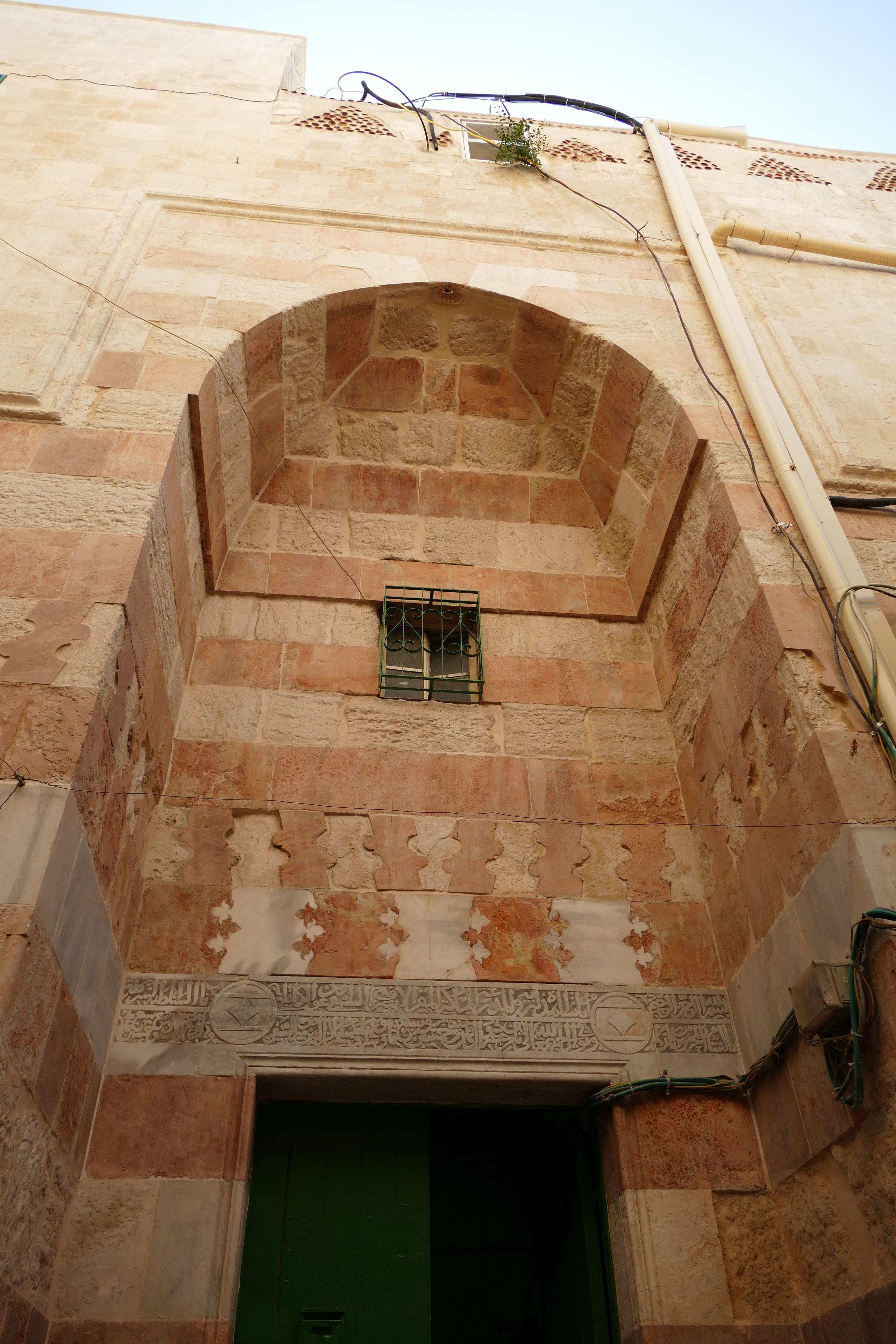
واجهة المدرسة الأرغونية

تتميز المدرسة بتصميم مدمج شبه صليبي، تبلغ أبعاده حوالي 18x15 م. وتتألف من أربعة إيوانات متعامدة تفضي إلى صحن ذو قبة يتوسطها. وهي تضم طابقين وبعضها يقوم على رواق الحرم الشريف الواقع بين باب القطانين وباب الحديد، ويتوصل إليها من طريق باب الحديد، من جهة الجنوب عبر مدخل بارتفاع طابقي البناء، وتقوم مكسلتان حجريتان على جانبيه. وهناك شريط كتابي فوق فتحة المدخل، يبين اسم الباني، وسنة البناء. وتقوم فوقه مجموعة صنج معشقة. وينتهي المدخل بعقد مدبب، كما استُخدم أسلوب الأبلق من الأحجار الحمراء والبيضاء في البناء. ويؤدي هذا المدخل إلى دركاه (موزع) على يسار الداخل إليها غرفة في وسطها ضريح المؤسس. بينما يضم الإيوان الشرقي من الطابق الأول المطل على الحرم الشريف ضريح الملك الحسين بن علي شريف مكة. ويقع محراب في الإيوان القبلي كالعادة، وعلى يمين الداخل من الدركاه أو الموزع يقع ممر غير منتظم يؤدي إلى سلم حجري يقود إلى الطابق الثاني من المدرسة، والذي يضم عدداً من الغرف الكبيرة والصغيرة التي أعدت لسكني المدرسين والطلاب، كما بُنيت عدة غرف فوق السطح في الفترة العثمانية. وللمدرسة باب ثان في الإيوان الشمالي من جهة الشرق يفضي إلى غرفة ضريح مؤسسها وهي أهم الغرف المتنوعة الواقعة بين الإيوانات.
بُنيت واجهة الأرغونية من الحجر المصقول، ولها مدخل مرتفع يقع في المنتصف بين نافذتين كبيرتين. والجزء السفلي من الواجهة مبني بحجر الأبلق الأحمر والقشدي اللون. ورغم أن مدخل الممر المؤدي إلى المدرسة الخاتونية يعد جزء لا يتجزأ من البناء، إلا أن بناء الأبلق لا يمتد إليه، وبالتالي يفصله بصرياً عن واجهة المبنى. وتتجلى التأثيرات الدمشقية في الوصول المباشر عبر الدهليز من الشارع إلى الفناء، والاستخدام المكثف لحجارة الأبلق في الواجهة. ومن الممكن أن يكون الأمير أرغون، قد أحضر حرفيين من تلك المدينة للعمل في المدرسة.

## معرض الصور

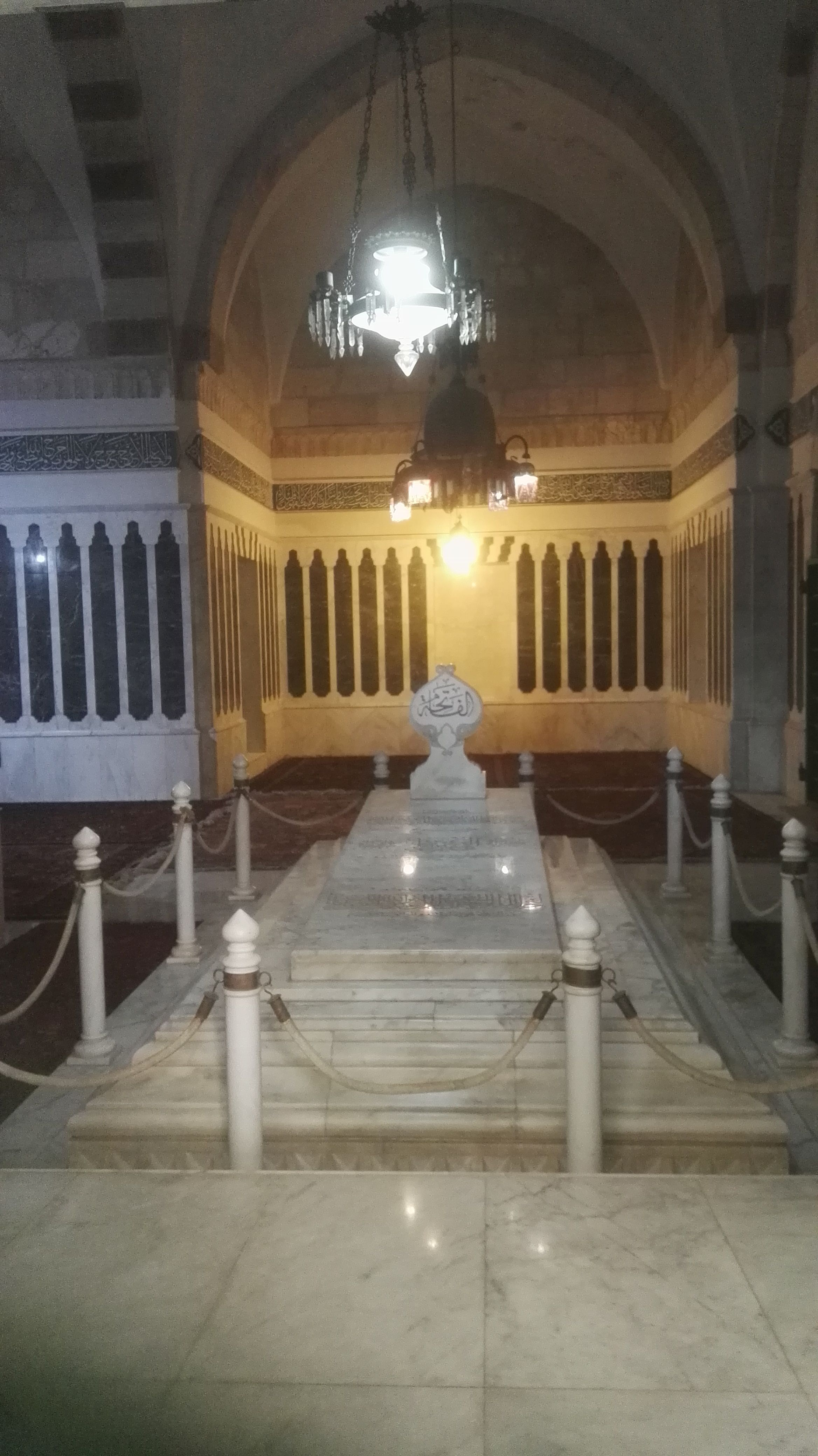
ضريح الشريف الحسين بن علي في المدرسة الأرغونية
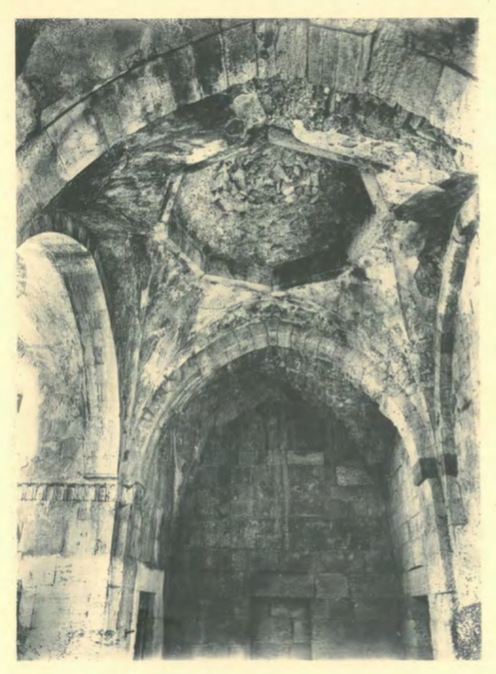
المدرسة في 1920